# ケプラー421b
ケプラー421b(英語:Kepler-421b)とは地球からこと座の方向に約1040光年離れた位置にあるスペクトル型がG9型またはK0型の主系列星、ケプラー421を公転している太陽系外惑星である。

## 発見と軌道の特徴
ケプラー421bはケプラー421から1.219 au(太陽系では地球軌道と火星軌道の間)をほぼ2年間で公転しているが、ケプラー421が太陽より暗い為、惑星を大気なしで考えた時の温度(平衡温度)は184 K(-89℃)と低温である。
ケプラー421bは主星であるケプラー421の前を横切る通過(トランジット)を利用したトランジット法で発見された。しかしトランジット法はこれまでの多くの太陽系外惑星の発見方法であるドップラー分光法と違い、公転周期が短い惑星が発見されやすいという特徴がある。トランジット法は惑星の軌道傾斜角が90°前後である必要があるが、たとえ軌道傾斜角が90°であってもケプラー421bほど主星から遠いと主星の前を横切る可能性は低くなる。その為、約2年で公転するケプラー421bはトランジット法で発見された公転周期の最も長い太陽系外惑星となった。また初めてトランジット法で発見されたスノーラインより外側を公転している太陽系外惑星でもある。
これまでトランジット法で発見された惑星(ガス惑星が多い)は主星のすぐそばを数時間から数日という短い公転周期であるものが多かった。これらの惑星はスノーラインより外側で形成されつつも、徐々に軌道が主星に近くなっていたと考えられている(惑星移動)。ケプラー421bはこの移動をしなかった可能性がある。

## 物理的特徴
| 海王星 | ケプラー421b |
| ------ | ------------ |
| 海王星 | Exoplanet    |

ケプラー421bは木星の0.371倍(地球の4.16倍)の半径を持つ天王星サイズのガス惑星とされている。